# Polkagris

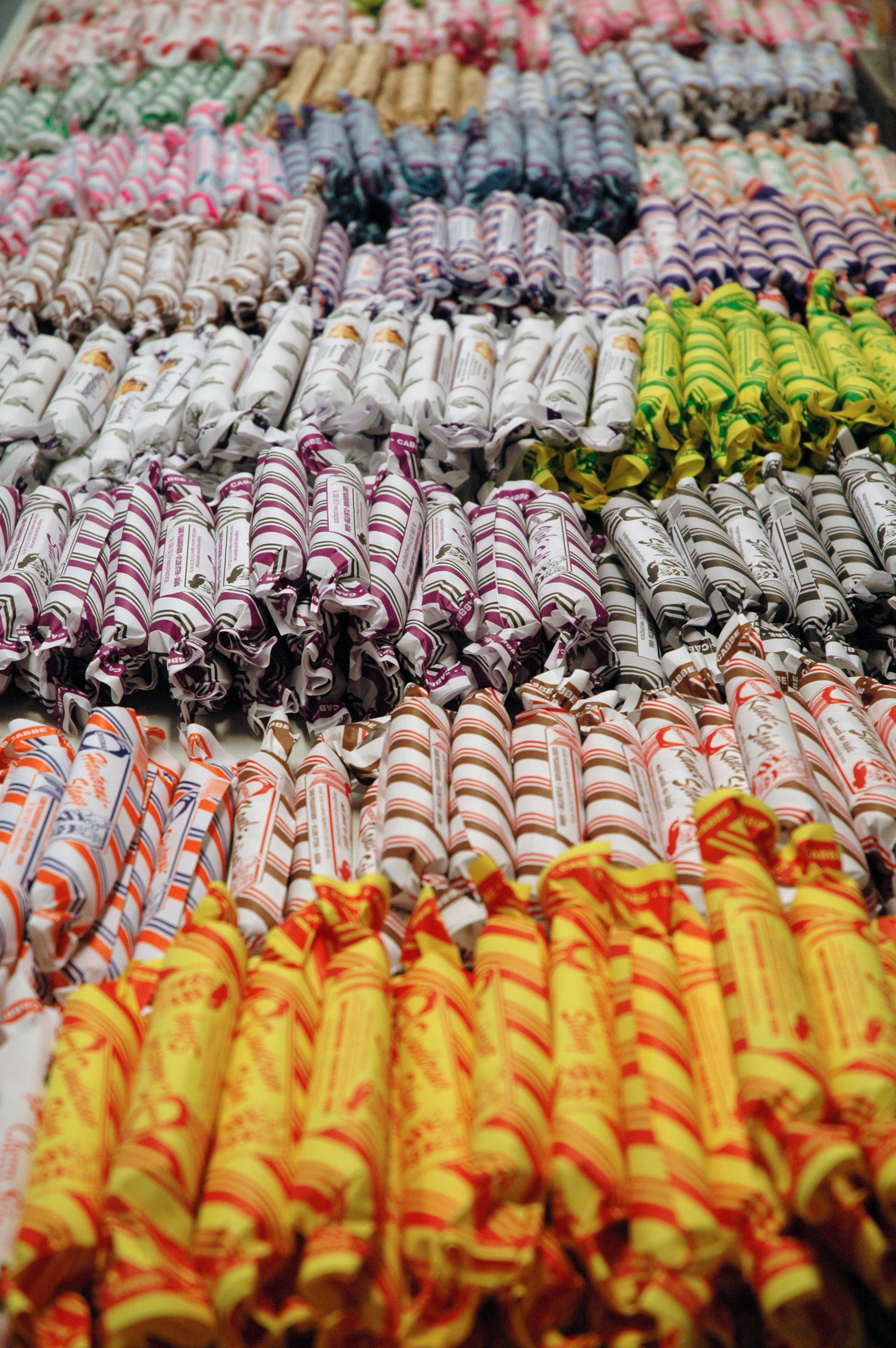
Polkagrisar in Gränna

Polkagrisar (schwedisch für „Polkaschweinchen“, Singular Polkagris) sind Süßigkeiten in Form von Zuckerstangen, die als Spezialität der schwedischen Lebensmittelherstellung gelten.
Amalia Eriksson, eine 35-jährige Witwe aus Gränna, erhielt 1859 die Erlaubnis, eine Bäckerei zu eröffnen und dort Zuckerstangen herzustellen. Woher sie das Rezept hatte, ist unklar. Gränna ist bis heute das Zentrum der Produktion für Polkagrisar geblieben, und man kann bei einem Besuch in einer der zahlreichen Werkstätten die Herstellung verfolgen. Hier finden auch die Weltmeisterschaften im „Polkagris-Herstellen“ statt, und jedes Jahr pilgern 1,5 Millionen Leute hin, um bei der Produktion zuzusehen.

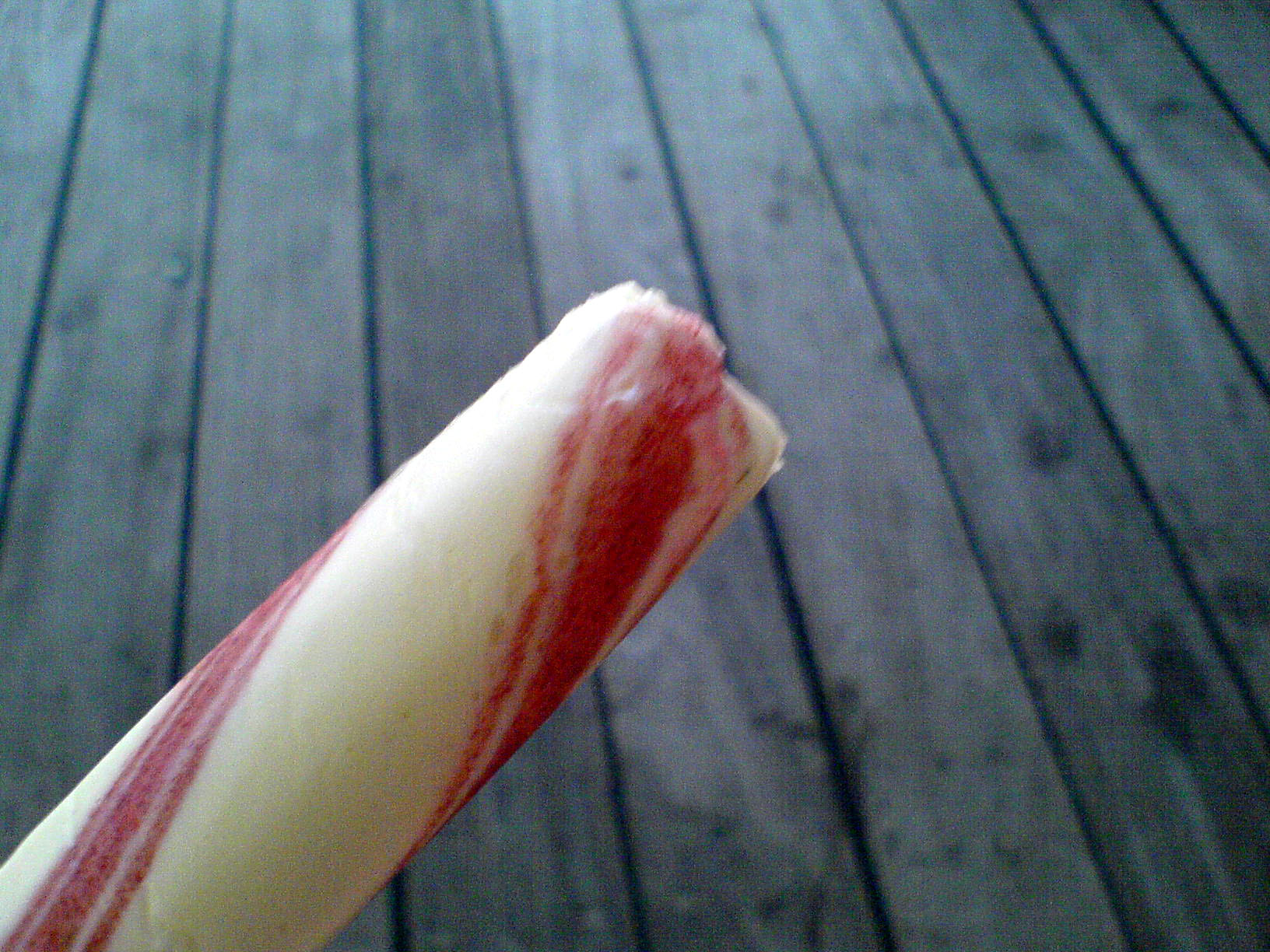
Traditionelle Polkagris

Die traditionellen Zuckerstangen sind rot und weiß gestreift und haben einen Pfefferminzgeschmack. Es werden aber auch Stangen in zahlreichen anderen Farben und Geschmacksrichtungen hergestellt.
Der Name Polkagrisar stammt vermutlich vom Tanz Polka, der sich zu jener Zeit über ganz Europa ausbreitete. Jedes Jahr im Juni findet in Gränna ein Tanzfest statt, bei dem auch Wettbewerbe im Polka-Tanzen veranstaltet werden.